# Franck Lagorce
Franck Lagorce (* 1. September 1968 in L’Haÿ-les-Roses) ist ein ehemaliger französischer Automobilrennfahrer.

## Formelserien
Franck Lagorce war einer der talentierten jungen Piloten der 1980er-Jahre. Lagorce durchlief eine Reihe an Nachwuchsformeln und kam 1993 in die Formel 3000. Nach sechs Jahren als Kart-Pilot wurde Lagorce 1990 Gesamtsieger der französischen Formel-Renault-Meisterschaft. Es folgten zwei Jahre in der französischen Formel-3-Meisterschaft, die er 1992 mit dem Titel krönte. Er schaffte auch den Sprung in die Formel 1, konnte sich dort aber nicht durchsetzen.
In seinem ersten Jahr in der Formel 3000 war er Teamkollege von Olivier Panis bei DAMS. Er siegte in den beiden letzten Rennen der Saison in Magny-Cours und Nogaro und wurde Vierter in der Meisterschaft. 1994 wechselte er zum Team Apomatox und feierte erneut zwei Saisonsiege. Neben seinem Engagement in der Formel 3000 war Lagorce Testfahrer bei Ligier und gab beim Großen Preis von Japan Ende der Saison sein Debüt in der Formel 1. Auch beim Rennen in Australien war Lagorce für Ligier am Start. Nach einem Ausfall in Suzuka klassierte er sich in Adelaide als Elfter.
1995 musste sich Lagorce wieder mit der Rolle des Testfahrers bei Ligier begnügen und konnte daneben nur einige Rennen in der Renault-Spyder-Serie bestreiten. Nachdem sich nach Verhandlungen mit einigen Formel-1-Teams die Hoffnung auf ein festes Cockpit in dieser Rennserie nicht erfüllte, wandte sich Lagorce 1996 vom Monoposto-Sport ab und wechselte zu den Rennsportwagen.

## Sportwagenrennen
Lagorce gab schon 1994 als Partner von Alain Ferté und Henri Pescarolo für Courage sein Debüt in Le Mans, konnte das Rennen nach einem Motorschaden aber nicht beenden. Seine erste Zielankunft erreichte er 1996, als er gemeinsam mit Pescarolo und Emmanuel Collard Siebter wurde. 1997 wechselte Lagorce zum französischen DAMS-Team und bestritt nun in einem Panoz neben Le Mans auch die FIA-GT-Meisterschaft. Lagorce und Éric Bernard beendeten mehrere Meisterschaftsläufen unter den Top-10, erzielten jedoch keine Meisterschaftspunkte. Ihr bestes Ergebnis war ein siebter Platz beim 4-Stunden-Rennen auf dem Autodromo Internazionale del Mugello. Im darauf folgenden Jahr erhielt Lagorce für Le Mans ein Cockpit im Werksteam von Nissan. Zusammen mit Michael Krumm und John Nielsen fuhr er auf den fünften Gesamtrang, sein bisher bestes Resultat beim 24-Stunden-Rennen. Daneben bestritt er auch 1998 einige ausgewählte Läufe der FIA-GT-Meisterschaft für DAMS.

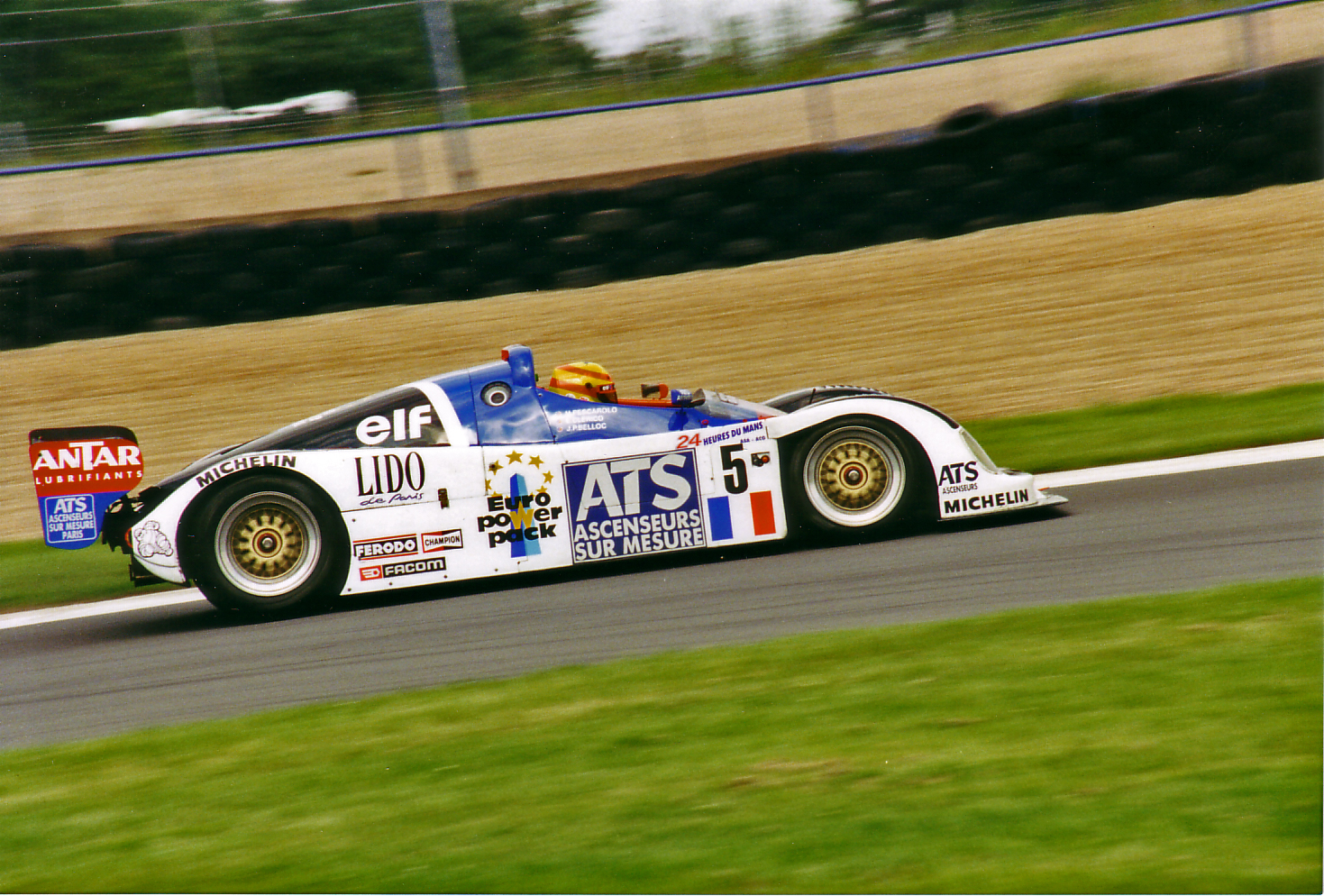
Mit einem Courage C36 ähnlicher Bauart fuhr Lagorce 1996 beim 24-Stunden-Rennen von Le Mans

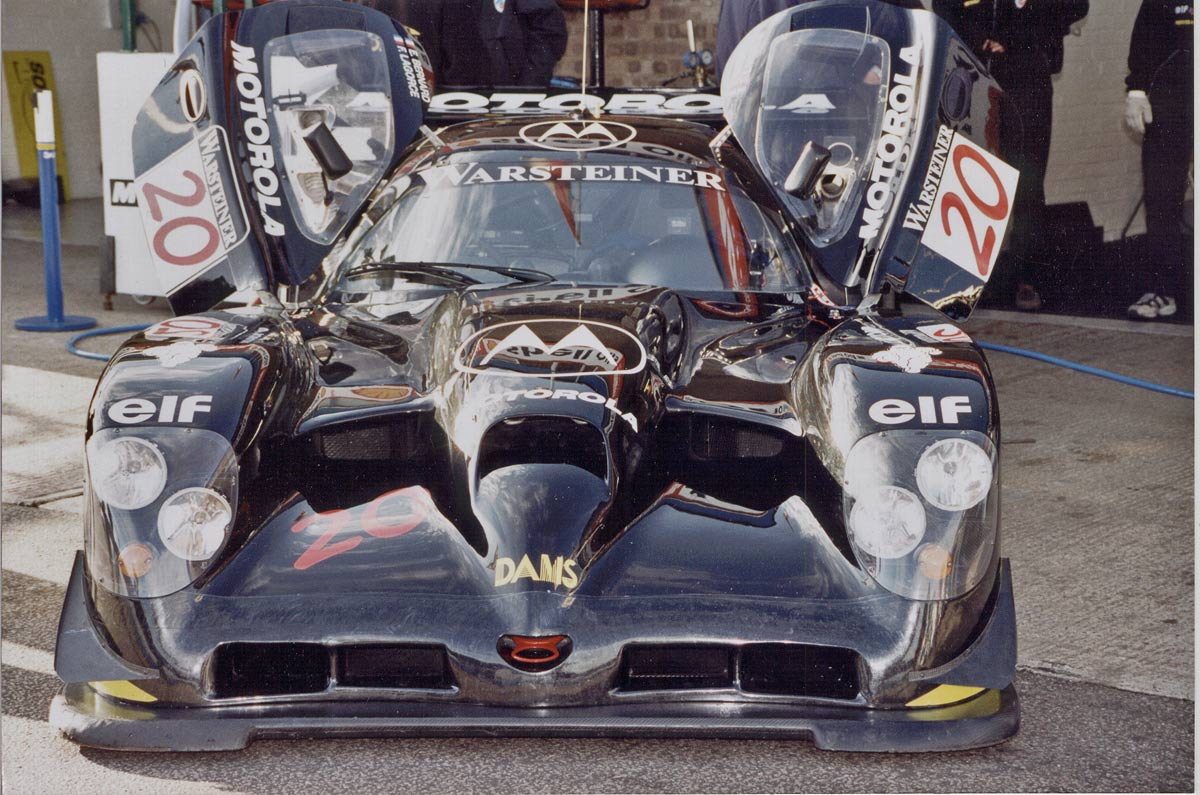
Panoz von Lagorce und Bernard der FIA-GT 1997

Seine guten Resultate im Sportwagen ermöglichten 1999 den Wechsel zum Werksteam von Mercedes, bei denen er zusammen mit Bernd Schneider und Pedro Lamy einen Mercedes-Benz CLR in Le Mans pilotieren sollte. Das Fahrertrio platzierte sich in der Qualifikation auf einen aussichtsreichen vierten Platz. Nach den beiden Überschlägen der Schwesterfahrzeuge sowohl im Training als auch während des Rennens, zog sich Mercedes vorzeitig aus dem Rennen zurück. Bis zum Saisonende war Lagorce daher auf der Suche nach einem neuen Team. Er erhielt ein Angebot von Riley & Scott in den verbleibenden Rennen der FIA-Sportwagen-Meisterschaft teilzunehmen. Jedoch konnte er an der Seite von Philippe Gache keine der Rennen beenden. Durch sein Engagement für Bill Riley erhielt er im Jahr 2000 die Möglichkeit ein Fahrerplatz im Le-Mans-Prototypen-Programm von Cadillac zu erhalten, das gemeinsam mit Riley & Scott umgesetzt wurde. Jedoch fehlte es dem Cadillac Northstar LMP an Leistung und an Zuverlässigkeit, so dass alle Einsatzfahrzeuge in Le Mans nur im hinteren Mittelfeld ins Ziel kamen. Daher wechselte Lagorce zum Panoz-Werksteam, bei dem er an der Seite von Klaus Graf mehrere Rennen in der American Le Mans Series und European Le Mans Series bestritt. Aber auch der Neuentwickelte Panoz LMP-1 Roadster S war noch nicht vollständig ausgereift. Während er und Graf sich immer unter den besten Sieben qualifizierte, konnte das Fahrerduo nur das Rennen in Mid-Ohio auf dem sechsten Platz beenden. Im folgenden Jahr fuhr Lagorce dann für Henri Pescarolo erneut einen Sportwagen von Courage. Er, Jean-Christophe Boullion und Sébastien Bourdais fuhren in unterschiedlichen Fahrerkombinationen sowohl in der FIA-Sportwagen-Meisterschaft und in Le Mans. Sein bestes Ergebnis war 2002 ein dritter Platz auf dem Circuit de Dijon-Prenois. 2003 blieb Lagorce bei Pescarolo Sport und fuhr sein letztes Jahr im Sportwagenumfeld. Wie im Vorjahr rotierte die Fahrerkombination in den verschiedenen Rennen. Während er zunächst erneut mit Boullion und Bourdais sein Fahrzeug teilte, fuhr er später auch mit Stéphane Sarrazin, mit dem er zwei Podiumsplatzierung erzielte.

## Rallye Raids
Nach Wettbewerben im Sportwagenumfeld wechselte Lagorce in Richtung Rallye-Raids, die französischen GT-Meisterschaft und Moderator für Motorsportübertragungen bei France Télévisions, Canal+ und Motors TV. Ab der Saison 2025 ist er Berater von Jean-Louis Schlesser und den Organisatoren des Africa Eco Race.

## Statistik

### Statistik in der Formel-1-Weltmeisterschaft

#### Gesamtübersicht
| Saison | Team   | Chassis      | Motor           | Rennen | Siege | Zweiter | Dritter | Poles | schn. Rennrunden | Punkte | WM-Pos. |
| ------ | ------ | ------------ | --------------- | ------ | ----- | ------- | ------- | ----- | ---------------- | ------ | ------- |
| 1994   | Ligier | Ligier JS39B | Renault 3.5 V10 | 2      | –     | –       | –       | –     | –                | –      | 33.     |
| Gesamt | Gesamt | Gesamt       | Gesamt          | 2      | –     | –       | –       | –     | –                | –      |         |

#### Einzelergebnisse
| Saison | 1 | 2 | 3 | 4 | 5 | 6 | 7 | 8 | 9 | 10 | 11 | 12 | 13 | 14  | 15 | 16 |
| ------ | - | - | - | - | - | - | - | - | - | -- | -- | -- | -- | --- | -- | -- |
| 1994   |   |   |   |   |   |   |   |   |   |    |    |    |    |     |    |    |
|        |   |   |   |   |   |   |   |   |   |    |    |    |    | DNF | 11 |    |

| Legende  | Legende            | Legende                                                          |
| Farbe    | Abkürzung          | Bedeutung                                                        |
| -------- | ------------------ | ---------------------------------------------------------------- |
| Gold     | –                  | Sieg                                                             |
| Silber   | –                  | 2. Platz                                                         |
| Bronze   | –                  | 3. Platz                                                         |
| Grün     | –                  | Platzierung in den Punkten                                       |
| Blau     | –                  | Klassifiziert außerhalb der Punkteränge                          |
| Violett  | DNF                | Rennen nicht beendet (did not finish)                            |
| Violett  | NC                 | nicht klassifiziert (not classified)                             |
| Rot      | DNQ                | nicht qualifiziert (did not qualify)                             |
| Rot      | DNPQ               | in Vorqualifikation gescheitert (did not pre-qualify)            |
| Schwarz  | DSQ                | disqualifiziert (disqualified)                                   |
| Weiß     | DNS                | nicht am Start (did not start)                                   |
| Weiß     | WD                 | zurückgezogen (withdrawn)                                        |
| Hellblau | PO                 | nur am Training teilgenommen (practiced only)                    |
| Hellblau | TD                 | Freitags-Testfahrer (test driver)                                |
| ohne     | DNP                | nicht am Training teilgenommen (did not practice)                |
| ohne     | INJ                | verletzt oder krank (injured)                                    |
| ohne     | EX                 | ausgeschlossen (excluded)                                        |
| ohne     | DNA                | nicht erschienen (did not arrive)                                |
| ohne     | C                  | Rennen abgesagt (cancelled)                                      |
| ohne     | keine WM-Teilnahme |                                                                  |
| sonstige | P/fett             | Pole-Position                                                    |
| sonstige | 1/2/3/4/5/6/7/8    | Punktplatzierung im Sprint-/Qualifikationsrennen                 |
| sonstige | SR/kursiv          | Schnellste Rennrunde                                             |
| sonstige | *                  | nicht im Ziel, aufgrund der zurückgelegten Distanz aber gewertet |
| sonstige | ()                 | Streichresultate                                                 |
| sonstige | unterstrichen      | Führender in der Gesamtwertung                                   |

### Le-Mans-Ergebnisse
| Jahr | Team                | Fahrzeug               | Teamkollege        | Teamkollege              | Platzierung   | Ausfallgrund           |
| ---- | ------------------- | ---------------------- | ------------------ | ------------------------ | ------------- | ---------------------- |
| 1994 | Courage Compétition | Courage C32            | Alain Ferté        | Henri Pescarolo          | Ausfall       | Motorschaden           |
| 1995 | Courage Compétition | Courage C41            | Éric Bernard       | Henri Pescarolo          | Ausfall       | Defekt an der Elektrik |
| 1996 | La Filière Elf      | Courage C36            | Emmanuel Collard   | Henri Pescarolo          | Rang 7        |                        |
| 1997 | DAMS                | Panoz Esperante GTR-1  | Emmanuel Collard   | Jean-Christophe Boullion | Ausfall       | Defekt an der Ölpumpe  |
| 1998 | Nissan Motorsports  | Nissan R390 GT1        | John Nielsen       | Michael Krumm            | Rang 5        |                        |
| 1999 | HWA AG              | Mercedes-Benz CLR      | Bernd Schneider    | Pedro Lamy               | zurückgezogen |                        |
| 2000 | Cadillac            | Cadillac Northstar LMP | Butch Leitzinger   | Andy Wallace             | Rang 21       |                        |
| 2001 | Panoz               | Panoz LMP-1            | Jan Magnussen      | David Brabham            | Ausfall       | Getriebeschaden        |
| 2002 | Pescarolo Sport     | Courage C60            | Sébastien Bourdais | Jean-Christophe Boullion | Rang 10       |                        |
| 2003 | Pescarolo Sport     | Courage C60            | Stéphane Sarrazin  | Jean-Christophe Boullion | Rang 8        |                        |

### Sebring-Ergebnisse
| Jahr | Team          | Fahrzeug               | Teamkollege  | Platzierung | Ausfallgrund |
| ---- | ------------- | ---------------------- | ------------ | ----------- | ------------ |
| 2000 | Team Cadillac | Cadillac Northstar LMP | Andy Wallace | Ausfall     | Unfall       |